# Areca insignis
Areca insignis är en enhjärtbladig växtart som först beskrevs av Odoardo Beccari, och fick sitt nu gällande namn av John Dransfield. Areca insignis ingår i släktet Areca och familjen Arecaceae.

## Underarter
Arten delas in i följande underarter:
- A. i. insignis
- A. i. moorei